# Арені (виноград)

Вино з винограду арені

Арені або арені чорний (вірм. Արենի, англ. Areni) — вірменський автохтонний сорт червоного винограду. Належить до еколого-географічної групи східних сортів винограду.

## Історія
Сорт має давню історію, вирощується кілька століть, можливо вирощувався до нашої ери. Походить з області Вайоц-Дзор.

## Географія сорту
Сорт вирощується у Вірменії та Азербайджані.

## Характеристики сорту
Листя середнього розміру, зазвичай округлі, середньорозсічені, з сильно загнутими вгору краями, сітчастозморшкуваті, знизу вкриті густим опушенням. Осіннє забарвлення листя світло-червоне. Квітка двостатева. Гроно середнє або велике, гіллясте, з двома розвиненими лопатями, щільне. Ягоди середні або великі, овальні, чорні, з густим сірувато-синім нальотом кутину. Шкірочка товста, міцна. М'якуш м'ясисто-соковита, зеленувато-жовта, з рожевими або червоними жилками. Період від початку розпускання бруньок до знімної зрілості винограду становить 159 днів при сумі активних температур 3400 °C—3422 °C. Кущі зазвичай середньорослі. Визрівання пагонів гарне. Урожайність 80-90 ц/га. Морозостійкість порівняно висока до -18 °C -20 °C. Стійкість до мільдью слабка, до оїдіуму і сірої гнилі — середня.

## Характеристики вина
З арені виробляють сухі або десертні вина. Вина відрізняються насиченим смаком та кольором та досить високим вмістом танінів. Також з цього сорту можуть вироблятись соки та виноматеріали для бренді.